# Mapperton
Mapperton ist eine Landgemeinde (Civil parish) in Dorset, England, bestehend aus einem gleichnamigen Weiler und einigen Außensiedlungen. Sie liegt ungefähr drei Kilometer südöstlich von Beaminster, mit dem sie bei Volkszählungen eine statistische Einheit bildet. Die Gemarkung umfasst 331,5 Hektar, die Einwohnerzahl liegt, Schätzung 2013, bei etwa 60.
Einen Gemeinderat gibt es in Mapperton aufgrund der geringen Größe nicht, stattdessen werden bei Bedarf Einwohnerversammlungen (parish meetings) abgehalten.

## Lage

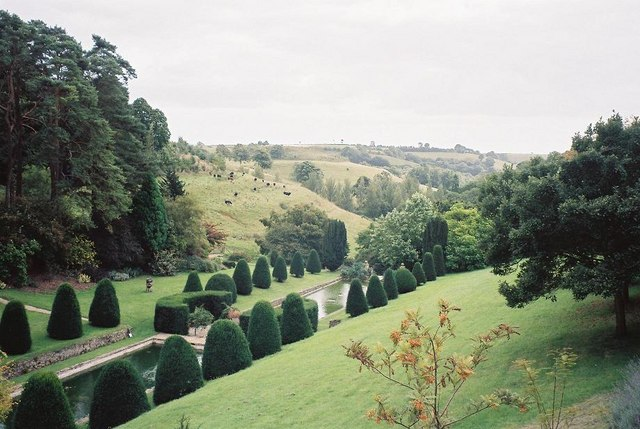
Mapperton Gardens und das Tal südlich davon

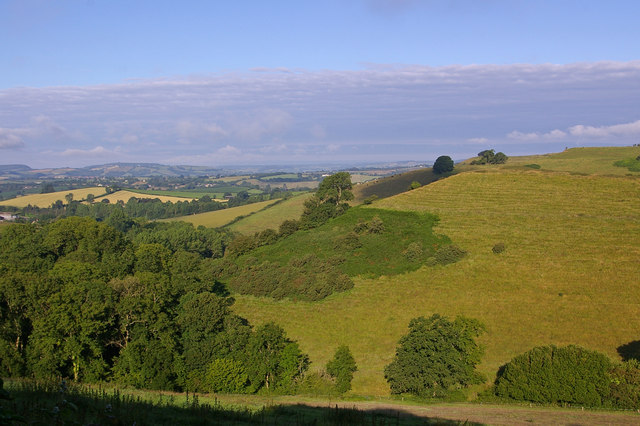
Landschaft um Mapperton

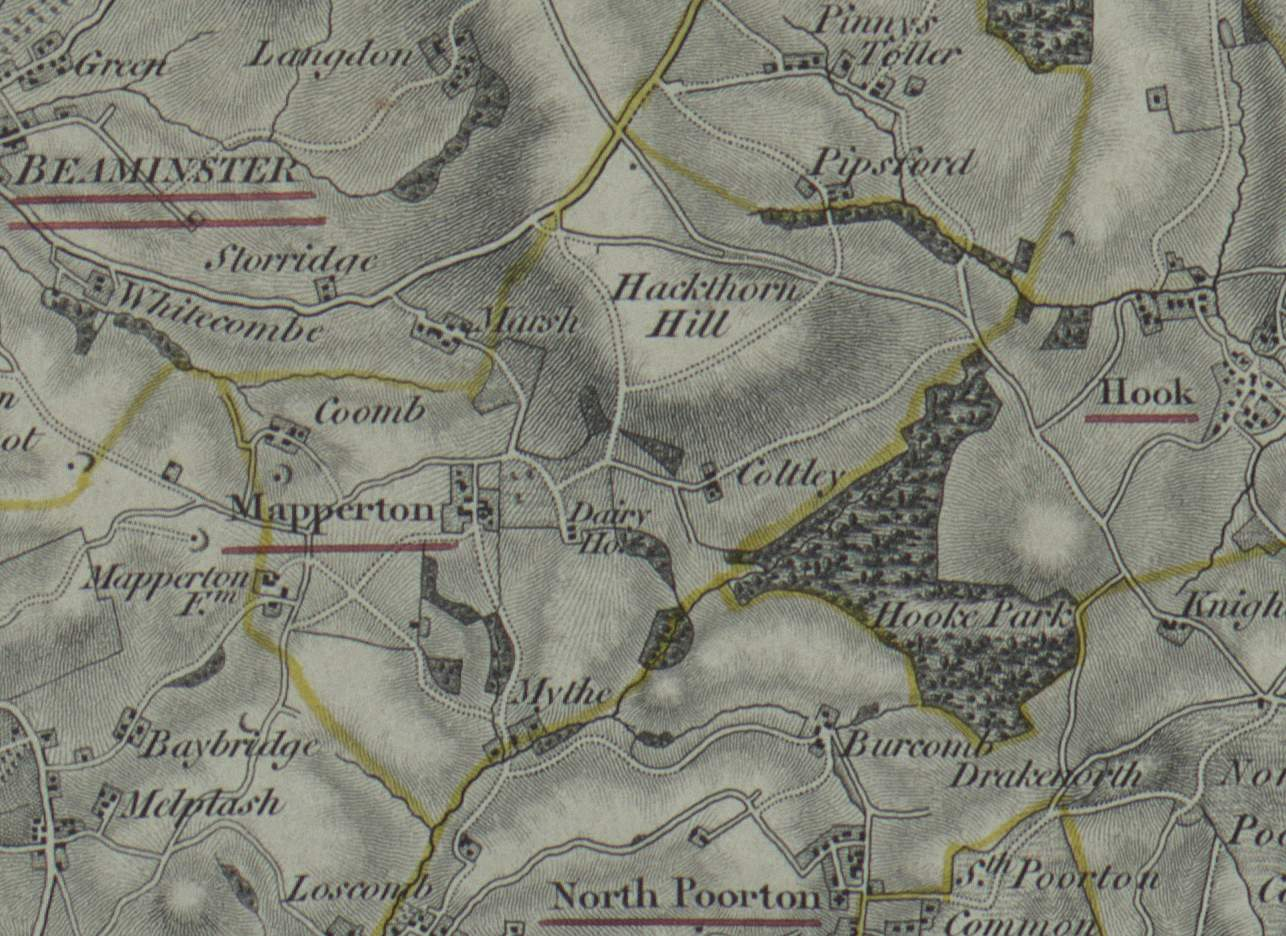
Karte von 1830, mit Gemarkungsgrenze

Der Weiler Mapperton besteht aus dem herrschaftlichen Anwesen Mapperton House mit seinem Garten, der Allerheiligenkirche, dem Pfarrhaus (Refectory) sowie einigen wenigen weiteren Gebäuden. Auf der Gemarkung liegen außerdem vier separate Wohnplätze: Mapperton Farm im Westen, Holeacre Farm und Coltleigh Farm im Osten sowie das Einzelhaus Coltleigh Hill im Nordosten. Eine weitere kleine Siedlung im äußersten Süden, Mythe, bei der anlässlich der Volkszählung 1841 noch acht Häuser gezählt wurden und 1952 noch deren zwei bestanden, ist heute wüstgefallen, von den ehemaligen Cottages sind noch Ruinen vorhanden.
Die südöstliche Grenze der Gemarkung bildet der Mangerton River, der über den Asker und den Brit zum Ärmelkanal entwässert. Nach Nordwesten hin steigt die Gemarkung von hier aus zunächst stark an, sie besteht im Wesentlichen aus mehreren kleinen, flachwelligen Plateaus auf einer Höhenlage von rund 140 Höhenmetern, die durch Nebenbäche des Mangerton Rivers zerteilt werden. An ihren Hängen, an denen des Coltleigh Hill im Norden sowie im äußersten Osten und Nordosten der Gemarkung findet sich Bewaldung. Deren Bewirtschaftung erfolgt verbreitet in Form von coppicing, einer traditionellen Art des englischen Waldnutzung, die auf der Fähigkeit bestimmter Baumarten zum Stockausschlag basiert. Insgesamt ist der Waldanteil an der Gemarkungsfläche aber gering, der weit überwiegende Teil wird landwirtschaftlich genutzt.
Mapperton grenzt an die Gemarkungen von Beaminster, Corscombe, Hooke, Netherbury und North Portoon. Höchster Punkt ist der Coltleigh Hill mit 218 Metern, niedrigster die Stelle, an der der Mangerton River bei etwa 50 Höhenmetern die Gemarkung in südlicher Richtung verlässt. Die Entwässerung geschieht fast vollständig über den Brit nach Südwesten, lediglich im äußerten Norden, wo die Gemarkung an die Pipsford Farm grenzt, verläuft sie über den Hooke River, einen Nebenfluss des Frome, nach Südosten.

## Geschichte
Im Domesday Book werden zwei Orte erwähnt, die mit Mapperton in Verbindung gebracht werden: Malperetone mit neunzehn und Maperetone mit drei Haushalten. Bei dem größeren der beiden handelt es sich um das eigentliche Mapperton, das kleinere bezieht sich auf die heute zu Beaminster zählenden verstreuten Höfe nördlich der Siedlung, dementsprechend wurden beide auch in North Mapperton und South Mapperton unterschieden. Alle Namensvarianten stammen von altenglisch mapuldor und tun ab, was bedeutet: Gehöft, an dem Ahornbäume wachsen.
Der kleine Weiler besaß keinen eigenen Friedhof, die Toten wurden stattdessen im westlich gelegenen Netherbury beerdigt. Nachdem es, vermutlich 1582, in Mapperton zu einem lokalen Ausbruch der Pest mit entsprechenden Opfern gekommen war, verweigerten die Bürger von Netherbury denen von Mapperton, diese Toten auf ihrem Friedhof zu beerdigen. Stattdessen wurden sie weit außerhalb von Netherbury am Rande des South Warren Hill in einer Grube begraben. Bei Umpflügearbeiten kann es immer noch passieren, dass menschliche Gebeine ans Tageslicht befördert werden.

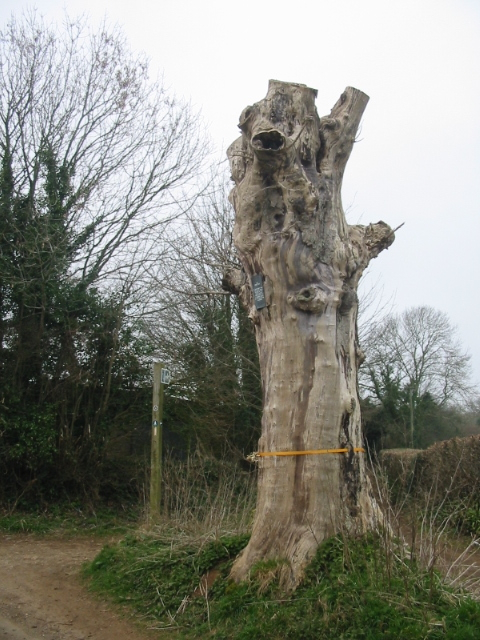
Posy Tree

An der Stelle, an der der als Dead Man’s Lane bezeichnete Weg nach Netherbury von der Hauptstraße abzweigt, stand bis 2011 ein alter, Posy Tree genannter Baum, der an diese Konstellation erinnerte. Ein posy ist ein kleines Blumengebinde, getragen von vorbeigehenden Trauernden sollte es diese vor Infektionen schützen sowie den Geruch der Toten überdecken.
Um die Mitte des 19. Jahrhunderts wurde die Gemarkung im Norden verkleinert, der Teil, auf dem die Coombe Farm sowie die erst später entstandenen Estate Cottages mitsamt der ehemaligen Schule liegen, gehören seither zu Beaminster. Adresstechnisch werden sie aber, wie auch die weiter nördlich gelegene und ebenfalls zu Beaminster zählende Marsh Farm, unter Mapperton geführt.